# Combretum congolanum
Combretum congolanum är en tvåhjärtbladig växtart som beskrevs av Liben. Combretum congolanum ingår i släktet Combretum och familjen Combretaceae. Inga underarter finns listade i Catalogue of Life.